# Gunter Groll
Gunter Groll (* 5. August 1914 in Liegnitz; † 5. Juni 1982 in München) war ein deutscher Dramaturg, Filmkritiker, Lektor und Schriftsteller. Er gehörte zu den einflussreichsten Filmkritikern der Nachkriegszeit.

## Leben

### Schulzeit
Sein Vater Walter Groll, Autor einiger Sachbücher, leitete die Hedwigschule in Liegnitz. Seine Mutter, die Lehrerin Gertrud Groll (geborene Brüggemann), führte in späteren Jahren eine Höhere Privat-Mädchen-Schule. Gunter Groll besuchte das humanistische Gymnasium in Liegnitz. Bei einem Fußballspiel traf ihn der Ball eines Mitschülers unglücklich ins Auge. Als Folge davon musste das Auge herausoperiert werden, und Groll trug zeitlebens eine Augenklappe.
Nachdem bei ihm während seiner Schulzeit die Krankheit Morbus Bechterew ausgebrochen war, legten ihn Ärzte vom Hals an bis zu den Füßen monatelang in Gips. Es folgten eine Sepsis und für ein Jahr lang ein Leder-Streck-Verband. Groll nannte ihn Krankheitskerker. Er konnte lange nicht zur Schule gehen. Er lernte zuhause weiter, las anspruchsvolle Literatur und beschäftigte sich zunehmend mit religiösen, psychologischen und mystischen Themen. In Vokabelhefte schrieb er Gedichte. Als er wieder auf das Gymnasium gehen konnte, übersprang er zwei Klassen. Die Folgen seiner Krankheiten prägten sein späteres Leben.
Einige Monate vor dem Abitur wurde Gunter Groll der Schule verwiesen. Er hatte gemeinsam mit Klassenkameraden gegen die, wie sie es verstanden, Schikanen eines Lehrers rebelliert. Groll war damals Mitglied einer Schülergruppe von Jungkommunisten. Von jetzt an musste er täglich zu einer Schule in Jauer fahren. Dort bestand er im März 1933 sein Abitur mit guten Noten.

### Politische Schwierigkeiten
Er begann in Breslau Kunstgeschichte, Literatur und Theaterwissenschaft zu studieren. Die Auswirkungen der nationalsozialistischen Politik bedrohten zusehends sein Umfeld. Sein bester Freund wurde von nationalsozialistischen Schlägertrupps misshandelt. Jüdische und kommunistische Jugendfreunde gerieten in Bedrängnis, einige flohen über die tschechische Grenze. Auch Groll beschloss, Deutschland zu verlassen, zumal sein Vater ihm vorwarf, die Familie und vor allem seinen Bruder Helmut mit seiner politischen Haltung zu gefährden. Ein Ausreisevisum wurde ihm verweigert. Mit seinem Freund Günther Riesenfeld schlug er sich nach Wien durch. 1934 kehrte der nun 20-Jährige nach München zurück.

### Studium
An der Ludwig-Maximilians-Universität München studierte er Psychologie, Literaturgeschichte, Kunstgeschichte, Zeitungs- und Literaturwissenschaft. Vorbild war ihm vor allem der Theaterprofessor Artur Kutscher. Zu seinen Kommilitonen gehörten Hanna Lüer und Falk Harnack. Mit Falk, dem Bruder von Arvid Harnack, Lambert Schomerus und Peter Philip gründete er eine kleine studentische Widerstandsgruppe. Sie riskierten mehrfach Flugblattaktionen, seinerzeit lebensgefährlich. Groll wurde 1937 summa cum laude mit einer Arbeit über Dramaturgie und Ästhetik des Films promoviert. Die Dissertation wurde unter dem Titel Film, die unentdeckte Kunst mit einem Geleitwort des Schauspielers Mathias Wieman im Verlag C. H. Beck veröffentlicht. Gunter Groll heiratete Hanna Lüer. Das Ehepaar bekam zwei Kinder.

### Berufliches
Ein 1938 erschienener Roman wurde kurz nach dem Erscheinen verboten, spätere Werke konnten nicht veröffentlicht werden.
1940 veröffentlichte Groll unter dem Pseudonym Sebastian Grill die erste niedergeschriebene Witzesammlung über die Wiener Witzfigur Graf Bobby mit dem Titel Graf Bobby und Baron Mucki: Geschichten aus dem alten Wien. Das Buch wurde zum Klassiker und Longseller im Graf Bobby-Metier, das viele weitere Witz-Anthologien anderer namhafter Autoren über den ulkigen Grafen nach sich zog.
Nach Kriegsende wurde Groll zunächst Lektor des Zinnen-Verlags Kurt Desch und gab 1946 eine Anthologie deutscher Lyrik gegen den Nationalsozialismus unter dem Titel De Profundis. Deutsche Lyrik in dieser Zeit. Eine Anthologie aus zwölf Jahren heraus. 1947 veröffentlichte er den München-Roman Laterna Magica. Ein Capriccio, der bereits 1938/39 entstanden war, unter seinem Pseudonym Sebastian Grill. Er war unter diesem Namen auch mit unveröffentlichten Gedichten aus den Jahren 1942 bis 1944 vertreten, und nach Franziska Violet waren auch zwei weitere Autoren, Friedrich Umbran und Gregor Walden, von ihm erfundene Dichternamen.
Er begann als Dramaturg bei der Bavaria-Filmgesellschaft. Von 1945 an schrieb er freiberuflich Film-, Theater- und Kabarettkritiken und Beiträge zur allgemeinen Kulturpolitik für die Süddeutsche Zeitung. Seine Kritiken ließen sich an der äußeren Form erkennen: Sie waren nach dem Vorbild des Kritikers Alfred Kerr stets in kleine Absätze gegliedert, getrennt durch römische Zahlen. Diese geschliffenen, pointenreichen Kritiken erregten in der Fachwelt Aufmerksamkeit. Der Spiegel nannte Groll den „ungekrönten König der Münchener und süddeutschen Filmkritiker“.
Früh erkannte Groll die Bedeutung der Gruppe 47. Er prophezeite schon 1947, dass sie aus den öffentlichen und privaten Diskussionen um die junge Gegenwartsliteratur nicht mehr wegzudenken sein würde. Das erste Impressum der neugegründeten Halbmonatsschrift Neues Europa – Für die Völkerverständigung, die 1948 vom Verlag Kurt Desch gegründet worden war, verzeichnete Groll als ständigen Mitarbeiter. 1953 stieg er zum Cheflektor bei Kurt Desch auf. Er gehörte zur 12-köpfigen Jury von Der Preis der Filmkritik, der auf Initiative der Film- und Fernseh-Illustrierten Star-Revue 1957 zum ersten Mal verliehen wurde. Mitjuroren waren unter anderem Friedrich Luft, Hans Hellmut Kirst und Klaus Hebecker.
Eine besondere Ehrung bereiteten Kollegen und Weggefährten ihm mit einem für ihn zusammengestellten Buch der Freunde zum 50. Geburtstag am 5. August 1964, überreicht vom Kurt-Desch-Verlag. Daran beteiligten sich unter anderem Horst Lange, Joachim Kaiser, Hermann Kesten, Joe Lederer, Günter Eich und Alfred Andersch. Krankheiten holten Gunter Groll wieder ein. Nach einem Herzinfarkt und bei drohender Erblindung musste er 1961 seine Tätigkeit als Filmkritiker beenden. Für den Verlag Kurt Desch konnte er weiter arbeiten. Bis 1971 begleitete er zahlreiche Schriftsteller mit Gutachten und der Überarbeitung ihrer Manuskripte. Ein Schlaganfall zwang ihn, auch diese Tätigkeit aufzugeben.
Gunter Groll starb im Alter von 67 Jahren. Ein Teil seines Nachlasses befindet sich in der Münchner Staatsbibliothek. Bei Monacensia im Münchner Hildebrandhaus werden 54 Briefe und ein Manuskript Grolls verwahrt.

## Werke

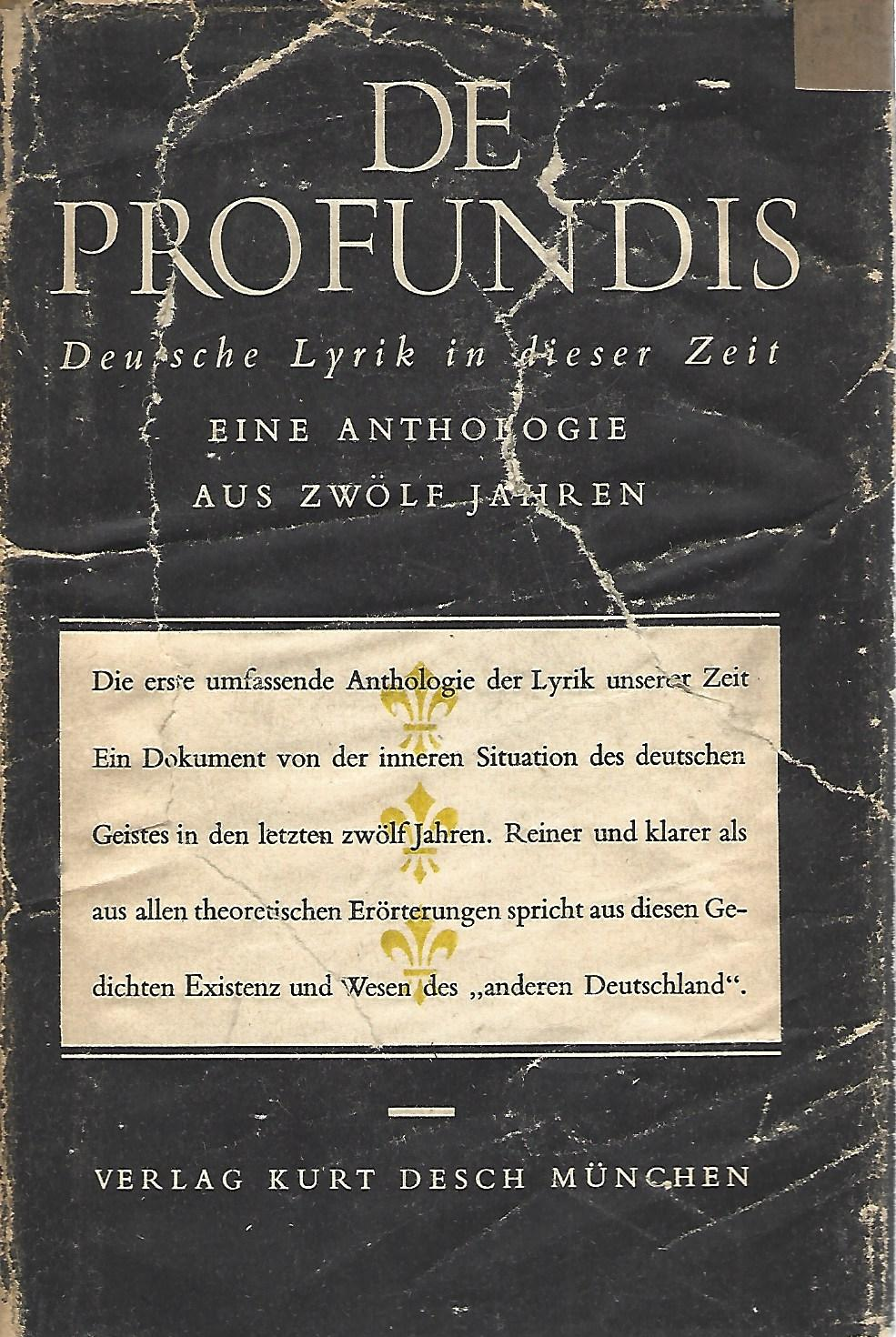
Gunter Groll (Hrsg.): De Profundis. Deutsche Lyrik in dieser Zeit. Eine Anthologie aus zwölf Jahren. Verlag Kurt Desch, München, 1946.

- als Hrsg.: Film, die unentdeckte Kunst. Mit einem Geleitwort von Mathias Wiemann. Verlag C.H. Beck, München 1937.
- als Wolf Larsen: Die grüne Laterne. (Buchwarte-Kriminal-Romane). Berlin : Buchwarte-Verl. 1938.
- als Sebastian Grill: Graf Bobby und Baron Mucki: Geschichten aus dem alten Wien. Verlag Ernst Heimeran, München 1940 (Neuauflage 1989)
- als Hrsg.: De profundis: Deutsche Lyrik in dieser Zeit. Eine Anthologie aus 12 Jahren. Desch-Verlag, München 1946.
- Laterna magica. Ein Capriccio Verlag Kurt Desch, München 1947. (Neuauflage 1956 mit dem Untertitel oder Die Nacht ist voller Träume.)
- Lichter und Schatten: Filme in dieser Zeit – 100 Kritiken. Süddeutscher Verlag, München 1956.
- Graf Bobby, Baron Mucki und Poldi : 123 mal in Wort und Bild. Heimeran Verlag, München 1976, ISBN 3-436-02324-8.
- Demnächst in diesem Theater. Kritische Notizen zu Film, Zeit und Welt. Süddeutscher Verlag,  München 1957.
- Märchen aus 1001 Nacht, neu erzählt von Gunter Groll. Knaur Verlag München, Neuausgabe 2012, ISBN 978-3-426-65317-3.
- als Hrsg.: Der Zauberspiegel: Phantastische Erzählungen der Weltliteratur. Verlag Kaiser, Klagenfurt 1968.

## Auszeichnungen
- 1961: Filmkritiker-Preis der Arbeitsgemeinschaft der Filmjournalisten e. V.
- 1966: Literaturpreis der Stadt München
- 1972: Bundesfilmpreis: Filmband in Gold für langjähriges und hervorragendes Wirken im deutschen Film
- 1981: Schwabinger Kunstpreis (Ehrenpreis)